# Rue Pernelle
La rue Pernelle est une voie, ancienne, du 4e arrondissement de Paris, en France.

## Situation et accès
La rue Pernelle est une voie publique située dans le 4e arrondissement de Paris. Elle débute au 7, rue Saint-Bon et se termine au 4, boulevard de Sébastopol.
Le quartier est desservi par les lignes 1, 4, 7, 11 et 14 à la station Châtelet.

## Origine du nom
Elle porte le prénom de Pernelle Flamel, femme du célèbre érudit du XIVe siècle Nicolas Flamel, qui demeura à l'angle de la rue Nicolas-Flamel et de la rue des Écrivains.

## Historique

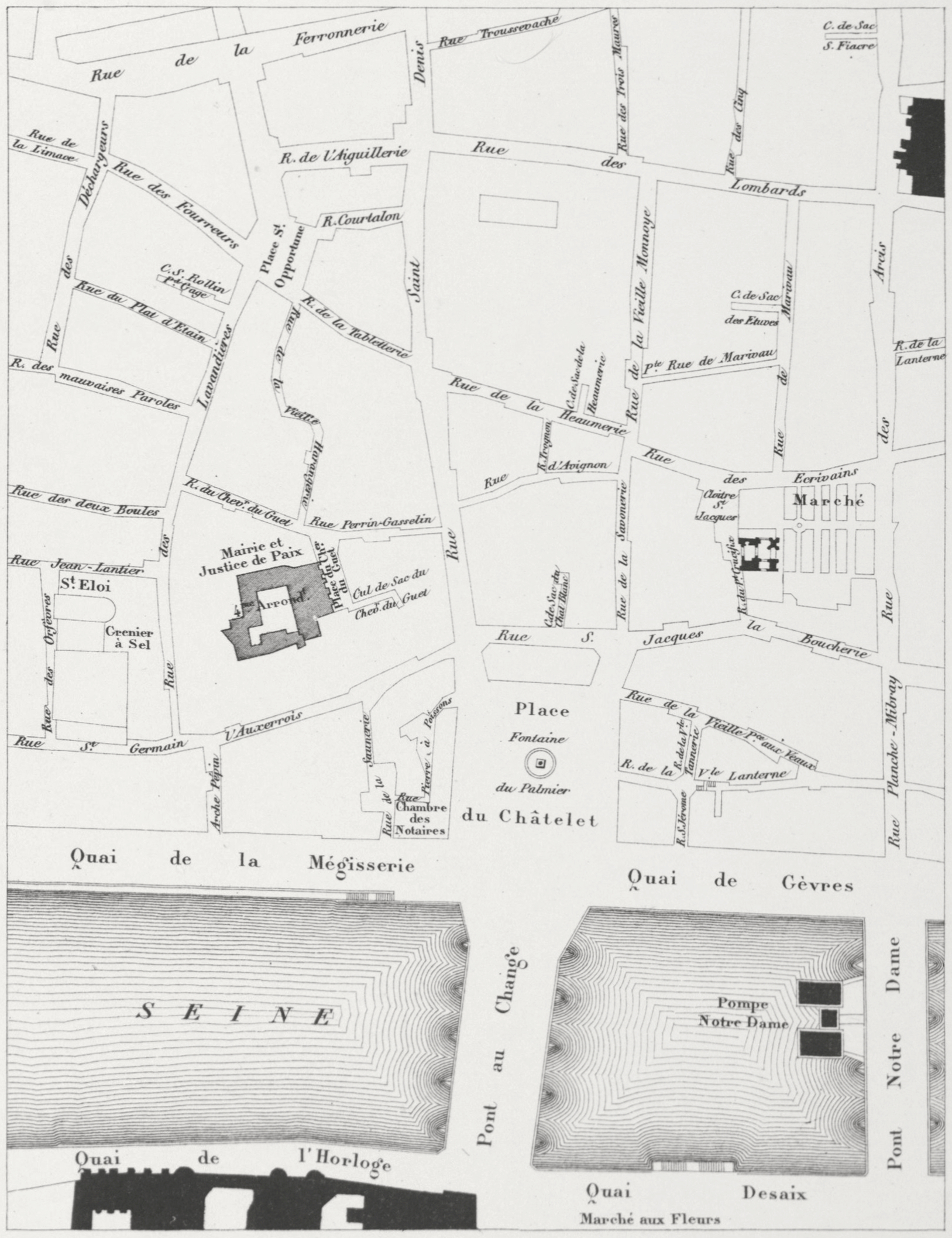
Le quartier du Châtelet en 1836, avec la petite rue Marivaux.

Le terrain sur lequel cette voie publique, ainsi que la rue Marivaux-des-Lombards, a été construite s'appelait « fief Marivas », en 1254 et 1273. Dès l'année 1300, elle se nommait « le Petit-Marivaux ». L'origine du nom « marivaux », « marivas », signifierait « marais ».
Elle est citée dans Le Dit des rues de Paris, de Guillot de Paris, sous le nom de « le Petit-Marivaux ». Gilles Corrozet, dans son ouvrage, Les Antiquités, chroniques et singularités de Paris, la nomme « rue des Prêtres ».
Elle prend ensuite le nom de « Petite rue Marivaux » et de « rue du Petit-Marivaux ». Cette rue a été fermée à ses deux extrémités par des grilles de fer, en vertu d'un arrêté du préfet de police du 25 juin 1812.
Une décision ministérielle du 28 brumaire an VI (18 novembre 1797) signée Letourneux fixe la largeur de cette voie publique à 6 mètres. Cette largeur est portée à 10 mètres, en vertu d'une ordonnance royale du 9 décembre 1838 ; toutefois, en 1844, cette rue n'avait que 1,4 mètre à 1,8 mètre de largeur.
Au XIXe siècle, la rue du Petit-Marivaux, d'une longueur de 51 mètres, qui était située dans l'ancien 6e arrondissement, quartier des Lombards, commençait aux 15-17, rue Marivaux-des-Lombards et finissait aux 8-10, rue de la Vieille-Monnaie.
À cette époque, la rue n'avait pas de numéros.
Elle reçoit le nom de « Pernelle » en 1851, puis absorbe la rue de la Lanterne-des-Arcis en 1853. Elle fait partie de la partie nord des abords de la rue de Rivoli arasés au début des années 1850 lors du prolongement de cette rue de la place de l'Oratoire à la rue Saint-Antoine. Les immeubles haussmanniens qui la bordent datent de cette époque.

## Bâtiments remarquables et lieux de mémoire
- No 6 : cet immeuble daté de 1855, à l'angle de la rue Saint-Martin, porte encore sur sa façade l'inscription ancienne : « MACL » (Maison Assurée Contre L'incendie) devenue bien rare aujourd'hui.